# E Depois do Adeus
E Depois do Adeus é uma canção com letra de José  Niza e música de José Calvário, que foi escrita para ser interpretada por Paulo de Carvalho na 12.ª edição do Festival RTP da Canção, do qual sairia vencedora.  Nessa qualidade, representaria Portugal em Brighton, a 6 de abril, no Festival Eurovisão da Canção 1974, terminando em último lugar, com apenas 3 pontos, ex aequo com as canções da Alemanha, Suíça e Noruega. "E depois do Adeus" foi a canção que serviu de primeira senha à revolução de 25 de Abril de 1974.

## A questão das duas senhas do 25 de Abril
Com a transmissão de "E Depois do Adeus" pelos Emissores Associados de Lisboa, às 22 horas e 55 minutos, do dia 24 de Abril de 1974, era dada a ordem para as tropas se prepararem e estarem a postos. O efetivo sinal de saída dos quartéis, posterior a este, seria a emissão, pela Rádio Renascença, de "Grândola, Vila Morena", de Zeca Afonso.
A razão da escolha de "E Depois do Adeus" é clara: não tendo conteúdo político e sendo uma música em voga na altura, não levantaria suspeitas, podendo a revolução ser cancelada se os líderes do MFA concluíssem que não havia condições efetivas para a sua realização. A posterior radiodifusão, na emissora católica, de uma música claramente política de um autor proscrito daria a certeza aos revoltosos de que já não havia volta atrás, que a revolução era mesmo para arrancar. 

## O tema
Embora o título, em retrospetiva, pareça remeter para o adeus ao regime do Estado Novo, a canção em si é uma balada sem conteúdo político (ao contrário da vencedora do ano anterior). "E depois do Adeus" é uma típica canção de amor dos anos 70. É sobre um homem que se encontra perdido depois do fim de uma intensa relação amorosa, como ela é vivida na juventude, provavelmente um primeiro amor. No meio do seu vazio, ele conclui que o amor traz felicidade e sofrimento ("Amar é ganhar e perder"), ao ganhar um novo relacionamento segue-se o perdê-lo. Também como vinha sendo moda nos anos 70, a canção tem um atrevimento na sua letra, para a época. Tal como a "Desfolhada" de Simone de Oliveira continha o verso "Quem faz um filho fá-lo por gosto", esta canção do Paulo de Carvalho tem o verso "Tu vieste em flor, eu te desfolhei". 